# カステル・マダーマ
カステル・マダーマ（伊: Castel Madama）は、イタリア共和国ラツィオ州ローマ県にある、人口約7,000人の基礎自治体（コムーネ）。

## 地理

### 位置・広がり
ローマ県東部のコムーネ。ティヴォリから東北東へ約6km、ローマ中心部から東北東へ約32km、ラクイラから南西へ約60kmの距離にある。

#### 隣接コムーネ
隣接するコムーネは以下の通り。
- ヴィコヴァーロ - 北東
- サンブーチ - 東
- チチリアーノ - 東
- サン・グレゴーリオ・ダ・サッソラ - 南
- ティーヴォリ - 西

### 地勢
アニェーネ川の左岸（南岸）側に位置する。

### 気候分類・地震分類
カステル・マダーマにおけるイタリアの気候分類 (it) および度日は、zona E, 2104 GGである。
また、イタリアの地震リスク階級 (it) では、zona 2B (sismicità media) に分類される。

## 行政

### 山岳部共同体
広域行政組織である山岳部共同体「モンティ＝サビニ・ティブルティーニ・コルニコラニ・エ・プレネスティーニ山岳部共同体」 (it:Comunità montana dei Monti Sabini, Tiburtini, Cornicolani e Prenestini) （事務所所在地: ティーヴォリ）に属する。

### 分離集落
カステル・マダーマには、以下の分離集落（フラツィオーネ）がある。
- Colle Passero, Monitola, La Valle, Valle Caprara

## 姉妹都市
- アウデナールデ、ベルギー
- La Roda de Andalucía、スペイン

## 交通

### 道路
高速道路（アウトストラーダ）
- アウトストラーダ A24
〔ローマ - ティヴォリ〕 - カステル・マダーマ - 〔ラクイラ - テルニ〕

### 鉄道
トレニタリア (FS)
- ローマ＝スルモーナ＝ペスカーラ線 (it:Ferrovia Roma-Sulmona-Pescara) 
カステル・マダーマ駅 (it:Stazione di Castel Madama)